# Паровоз системы Мейера

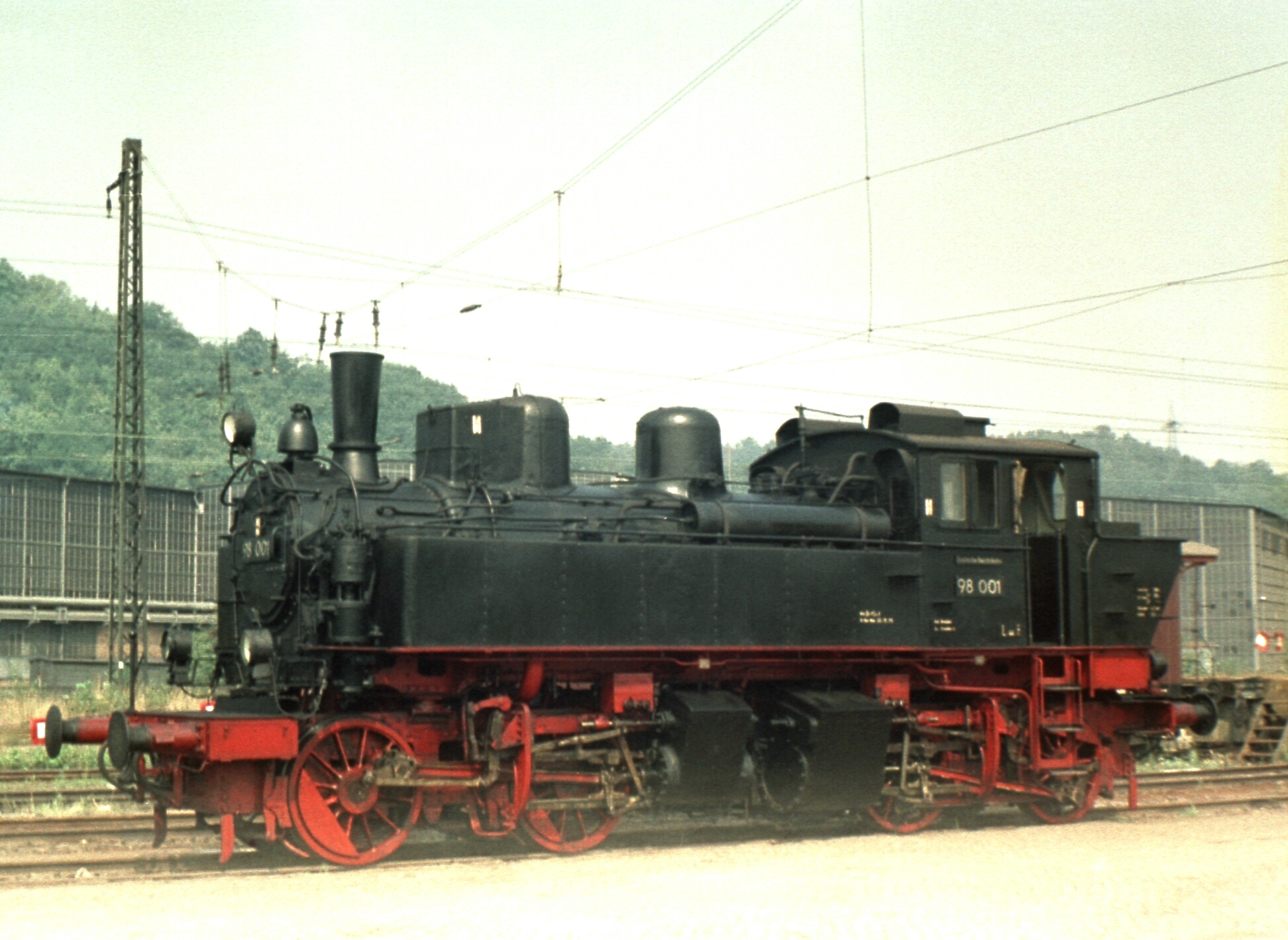
Саксонский Мейер класса I TV

Паровоз системы Мейера — сочленённый паровоз, обычно танковый, экипажная часть которого состоит из двух независимых тележек. В отличие от современного ему двойного Ферли, паровоз Мейера — несимметричен, и располагает только одним котлом, как Ферли одинарный. Но в отличие от последнего, обе его тележки — ведущие. Рабочие цилиндры расположены на внутренних, повёрнутых друг к другу, сторонах тележек, что также отличает его от двойного Ферли.
Назван по имени французского инженера Жан-Жака Мейера (Jean Jacques Meyer; 1805—1877), взявшего в 1861 году патент на паровоз этой конструкции. Схема экипажной части, применённая Мейером, делает его локомотивы необычайно похожими на современные тепловозы и электровозы, появившиеся только полвека спустя.
Наибольшую популярность паровозы Мейера завоевали во Франции и Германии. Большое число локомотивов этой системы работало в Южной Америке — в Аргентине, Чили и Колумбии. Русские и советские дороги паровозы системы Мейера никогда не приобретали.

## На Земмерингской дороге

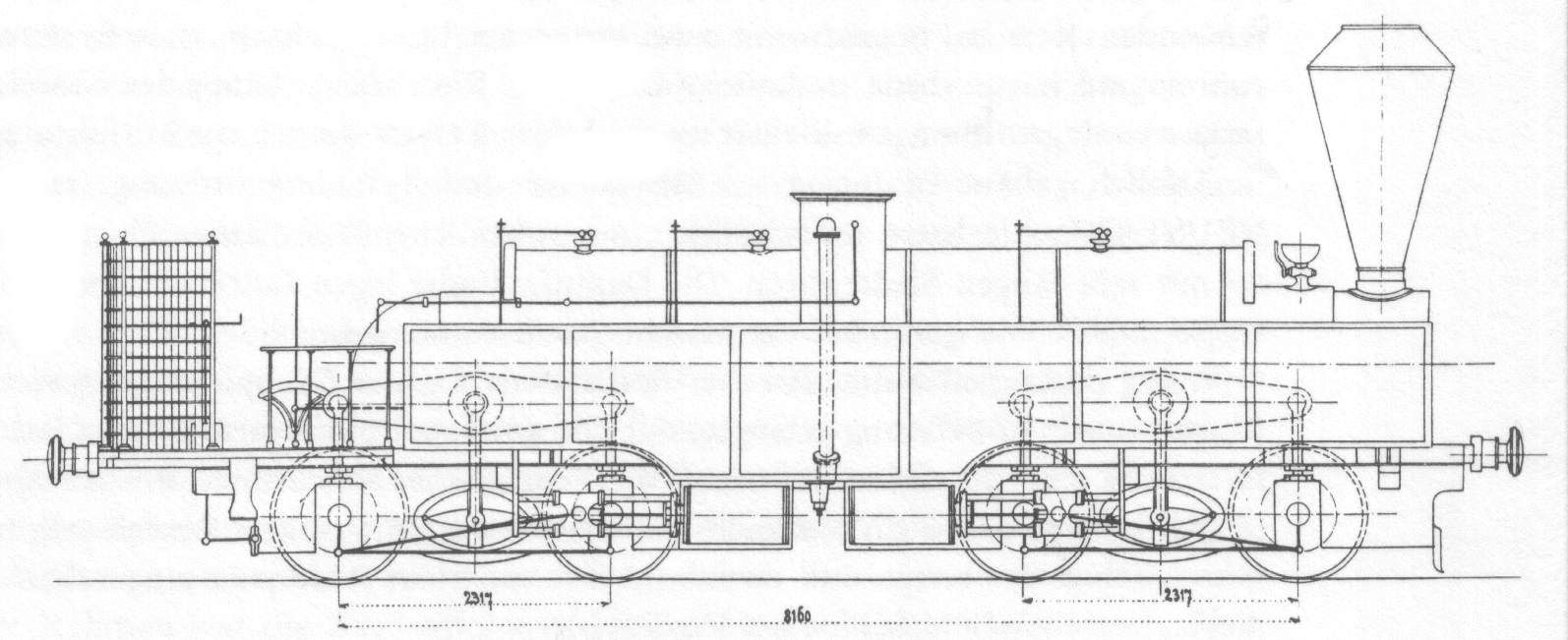
Танк-паровоз «Neustadt»

Прежде Мейера запатентованная им схема была использована австрийским инженером Венцелем Гюнтером (Wenzel Günther) из Винер-Нейштадта. К паровозным соревнованиям 1851 года на Земмерингской железной дороге он построил на собственной локомотивной фабрике («Wiener Neustädter Lokomotivfabrik») паровоз «Neustadt», где уже использовались поворотные тележки и внешние по отношению к раме цилиндры на каждой из них, расположенные ровно так, как их позже расположил Мейер. Паровоз был танковым и единственным его отличием от более поздних Мейеров явилось отсутствие будки машиниста. Парообразование у локомотива было безупречным, сила тяги достаточной для работы на горной дороге — паровоз уверенно держал 2-е место во всех испытаниях после локомотива «Баварии», участвовавшего в тех же соревнованиях.
Земмерингская дорога купила «Neustadt», уплатив за него 10 000 дукатов. Но на линии паровоз прослужил недолго — открылись существенные недостатки, свойственные всем сочленённым локомотивам того времени: гибкие паропроводы оказались негерметичными, а тележки обладали недостаточным радиусом поворота, что не позволяло паровозу хорошо вписываться в кривые. В конце концов локомотив отставили от поездной работы и вскоре после этого сдали на лом.

## Классический Мейер
Жан-Жак Мейер взял патент на свой сочленённый паровоз в 1861 году — через 10 лет после появления «Neustadt»'а, — но первый экземпляр локомотива, построенного по мейеровской схеме, увидел свет только в 1868 году. Французские заводы Кайль выпустили танк-паровоз системы Мейера с осевой формулой 0-2-0—0-2-0, который получил название «L’Avenir» — «Будущее» или «Грядущий». Вслед за «L’Avenir» партию в десять штук выпустили и партнёры Кайля — компания de Fives-Lille в Лилле. Эти локомотивы были мощнее и больше — они располагали тремя движущими осями на каждой из тележек (тип 0-3-0—0-3-0).
Наибольшее число классических Мейеров построили в Германии — в саксонском Хемнице. Начиная с 1890 года Саксонская Механическая Фабрика (Sächsische Maschinenfabrik) под управлением Рихарда Гартмана выпускала паровозы этой системы и к середине следующего столетия их число достигло 98-и. К работе над проектом Гартман привлёк Гюнтера, к тому времени продавшего свою Винер-Нейштадтскую фабрику Георгу Зиглю. Памятуя о первенстве австрийского инженера в разработке паровоза этой конструкции, в Германии предпочитают называть локомотивы системы Мейера паровозами Гюнтера-Мейера.
Первые два саксонских локомотива, 1890 года, были сделаны под стефенсоновскую колею (1435 мм) и имели собственные имена: «Raschau» и «Crottendorf». Будучи зачисленными в класс M I TV, они прослужили на угольной ветке в Дрездене — известной в Германии под именем «Windbergbahn» или «Sächsische Semmeringbahn» (Саксонская Земмерингская дорога) — до 1922 года. В серию паровозы этого класса не пошли: магистральные линии с европейской колеёй нуждались в скоростных машинах, а локомотивы Мейера имели для этого слишком неспокойный ход — сочленённая конструкция того времени была ещё несовершенной.

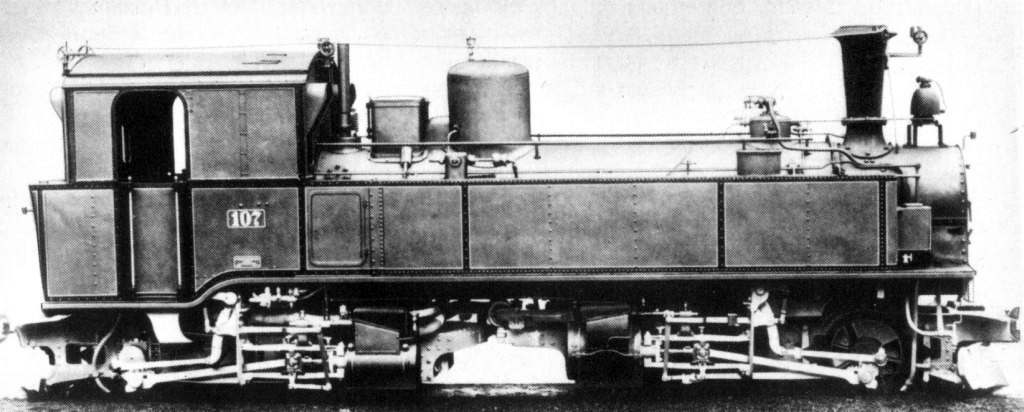
Саксонский Гюнтер-Мейер класса IV K

Остальные 96 паровозов системы Гюнтера-Мейера, построенные той же фабрикой, были узкоколейными — рассчитанными на ширину колеи в 750 мм. Выпуск этих машин начался в 1892 году и продолжался почти 30 лет — до 1921 года. Первоначально их зачислили в класс H M T K V, где каждая из литер обозначала определённую характеристику локомотива: H — производство Гартмана (Hartmann), M — системы Мейера (Meyer), T — танковый (Tenderlok), K — узкоколейный (Kleinspur), V — сочленённый (Verbundtriebwerk). Позже, в 1900 году, название класса упростили до IV K.
Начиная с Первой мировой войны число саксонских IV K на немецких железных дорогах постепенно, но неуклонно снижалось. В 1918 году пять из них — служивших на полевых дорогах — передали вновь образованным Польше и Венгрии; в 1930-е годы старейшие машины активно исключались из германского локомотивного парка; во Второй мировой войне 12 паровозов, снова работавших на полевых дорогах, были потеряны; в 1945 году четыре паровоза по репарациям передали СССР или, по другим данным, опять Польше; в 70-е годы локомотивы, не прошедшие модернизацию, снова списывали — в результате, до 2000-х году сохранилось только 22 паровоза этого класса. Но практически все — в рабочем состоянии.
За время своей долгой службы Гюнтер-Мейеры класса IV K успели поработать не только на саксонских железных дорогах, которым изначально предназначались: девять из них после 1945 года передали на узкоколейные (750 мм) линии Западного Бранденбурга — Пригницкие районные дороги (Prignitzer Kreiskleinbahnen), — и померанского острова Рюгена.

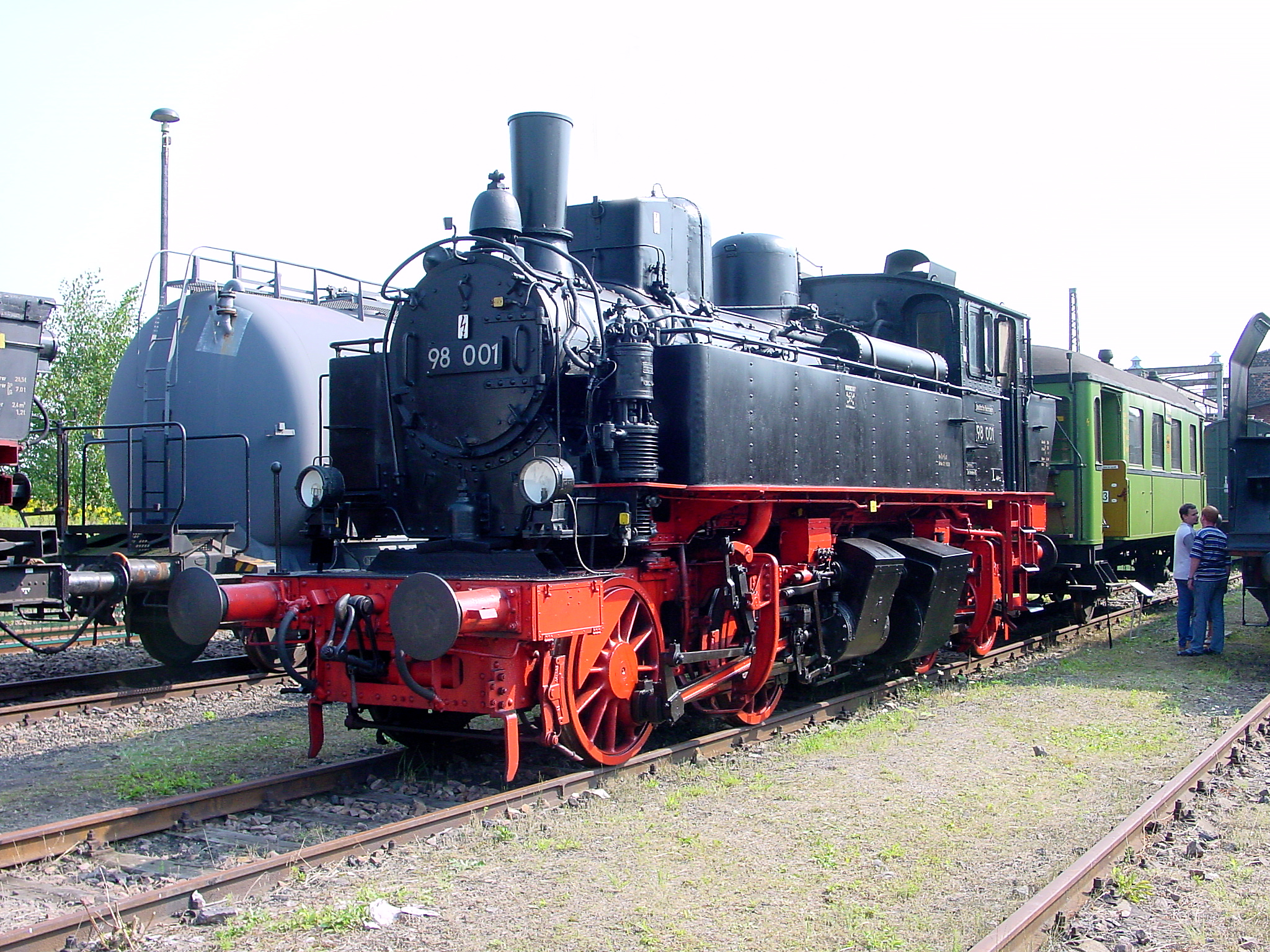
Гюнтер-Мейер класса I TV

Гораздо меньшей по числу машин была вторая серия саксонских Гюнтер-Мейеров, построенной Саксонской Механической фабрикой в 1910—1914 годов. Паровозы этой серии, составившие на Саксонских железных дорогах класс I TV, предназначались для угольных веток со стандартной, стефенсоновской, колеёй. Кривые на ветках были чрезвычайно малого радиуса — 85 м, и работать здесь могли только танковые локомотивы с очень небольшой жёсткой базой. Таковыми являлись двуосные паровозы класса VII T, но с увеличением веса поездов их мощности стало явно не хватать. Сочленнённый Гюнтер-Мейер — мощный и, одновременно, «гибкий» за счёт поворотных тележек — оказался решением проблемы. Памятуя также о надёжной работе узкоколейных Гюнтер-Мейеров IV K-класса, перевозчики заказали 18 новых машин.
Саксонские I TV прослужили до 1967 года, когда с линии сняли последний из них. Помимо угольных поездов, они некоторое время водили поезда, гружёные ураном. К настоящему времени сохранился единственный экземпляр I TV, который принадлежит Дрезденскому музею транспорта, но экспонируется в Саксонском музее промышленности (Sächsisches Industriemuseum) в Хемнице.

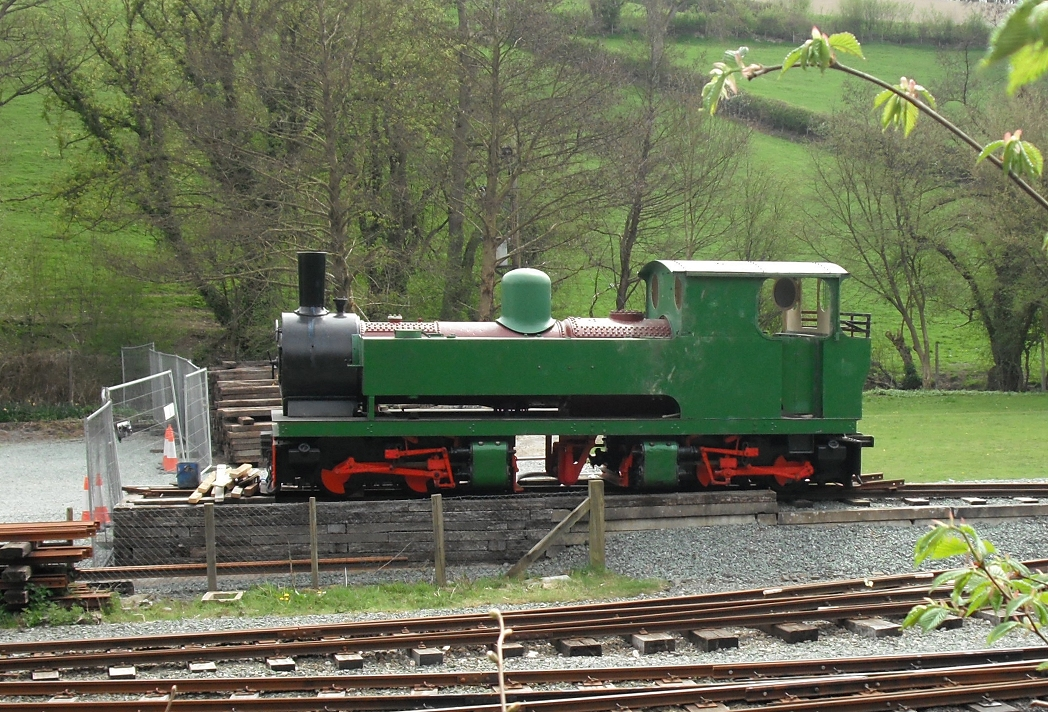
«Монарх» в Велшпуле

Последний из Мейеров построила английская компания W. G. Bagnall в 1953 году. Паровоз, названный «Монархом» (Monarch), был аналогичен предыдущим локомотивам, которые поставляли в Южную Африку и там использовали на сахарных плантациях, но этот экземпляр предназначался для Великобритании. Он поступил на частную узкоколейную (762 мм) дорогу в Кенте, принадлежавшую «Bowater» — американскому производителю бумаги. До 1966 года паровоз водил грузовые поезда с сырьём и бумагой, а затем его продали 13-и километровой «Welshpool and Llanfair Light Railway», что идёт от валлийского Велшпула (Welshpool) до небольшого городка Ланфаир. Поездной службой «Монарх» занимался всего один год — 1970-й, — когда на дороге не осталось ни одного локомотива в рабочем состоянии. Затем его продали Фестиниогской дороге, выкупили обратно и теперь паровоз окончательно занял место памятника.

## Китсон-Мейер
Классический Мейер не получил широкого распространения, ибо имеет один очень существенный недостаток, отличающий его от остальных сочленённых локомотивов: топка размещается непосредственно над задней ведущей тележкой. Это конструктивная особенность не позволяет увеличить её размеры, опустив нижнюю кромку топки как можно ближе к рельсовому пути, и тем самым повысить парообразование. А для паровозов, работающих на магистральных линиях, подготовка должного объёма пара для поддержания высоких скоростей или подъёма значительного груза по горным линиям — важнейшая задача.
Эту задачу решили в компании Китсона («Kitson and Company»), увеличив длину жёсткой базы паровоза и отодвинув заднюю тележку под будку машиниста и угольный ящик. Освободившееся межтележечное пространство употребили для топки большего размера. Изменённый таким образом локомотив получил название Китсон-Мейер (Kitson-Meyer).

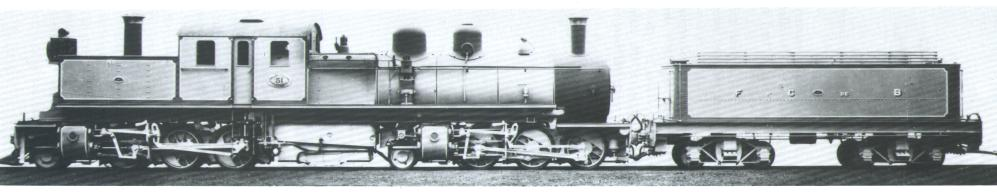
Китсон-Мейер на «Ferrocarril de Antofagasta a Bolivia» (FCAB)

Проект был предложен Робертом Стирлингом (Robert Stirling), суперинтендантом британской «Anglo-Chilian Nitrate & Railway» в Чили (теперь: «Ferrocarril de Antofagasta a Bolivia» — «Железная дорога из Антофагасты в Боливию»). Соответственно, три первых Китсон-Мейера, законченных постройкой в 1894 году, отправились именно туда. Дорога, начатая в чилийской Антофагасте в 1873 году, в 1892 году дотянулась до боливийского Оруро. Узкоколейная, в 762 мм, линия преодолела при этом Анды, поднявшись от уровня моря на высоту 4500 м. По ней курсировали и пассажирские поезда, и товарные составы, перевозившие чилийскую селитру и медь, добытые на окрестных рудниках. Мощные — большая топка новых Мейеров пришлась как нельзя кстати — и «гибкие» локомотивы быстро завоевали признание, и заказывались дорогой до 1912 года. В 1913 году было принято решение перешить линию на метровую (1000 мм) колею — работы велись долго: с 1916 по 1928 годы. К этому времени на дороге работали три Китсон-Мейера от Китсон и Ко. и шесть — от Beyer-Peacock. Часть из них переделали для новой колеи и они прослужили на линии, по крайней мере, ещё до 1958 года, когда движение перевели на тепловую тягу.
Работали Китсон-Мейеры и на соседней «Тальтальской железной дороге» (Ferrocarril Taltal, FCT), что соединяла порт Тальталь с Качиналем (Cachinal). Дорога также была узкоколейной и на протяжении своих 150-и км проходила через пустыню и пампасы, богатые селитрой. От линии отходили ветки, которые вели к селитренным рудникам, рудникам серебряным и золотым, сосредоточенным в районе Гуанако. Вместе с этими ветками общая длина дороги достигала 298-и км, где до 1959 года трудились Китсон-Мейеры: 15 машин, обеспечивавших тягой 15 поездов в сутки. Известно, что один из оставшихся локомотивов этой линии хранится в портовом Тальталье, но в не слишком хорошем состоянии.

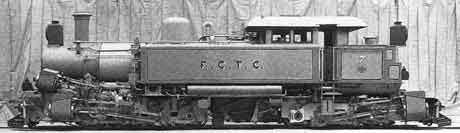
Чилийский Китсон-Мейер Трансандинской железной дороги

Успех Китсон-Мейеров на дороге между Антофагастой и Оруро способствовал их появлению на другой линии, проложенной через Анды — «Трансандинской железной дороге» (Ferrocarril Trasandino). Дорога с узкой — метровой — колеёй соединила Мендосу на территории Аргентины с Лос-Андесом в Чили. 64 км пути из 248-и были оборудованы зубчатым рельсом Абта, и это был первый и единственный опыт использования Китсон-Мейеров на зубчатой железной дороге. Паровозам — их было девять: три с чилийской стороны, шесть с аргентинской — приходилось взбираться по крутым изгибам на значительную высоту: 3200 м — перевал Бермехо — туда, где располагался пограничный пункт Лас-Куэвас. Дополнительный — пятый — цилиндр, который монтировался между двумя другими на передней тележке паровозов и вёл зубчатое колесо по рейке Абта, съедал довольно много рабочего пара, и в 1911 году было принято решение с локомотивов его снять. Возможности паровозов при этом ничуть не уменьшились: они справлялись с составами в семь вагонов (140 т) на крутых уклонах точно так же, как и прежде. Локомотивы работали до 1971 года и после снятия с поездной службы остались: два — в Чили (в Сантьяго и в Лос-Андесе), три — в Аргентине (Мендоса и Тафи Вьехо).

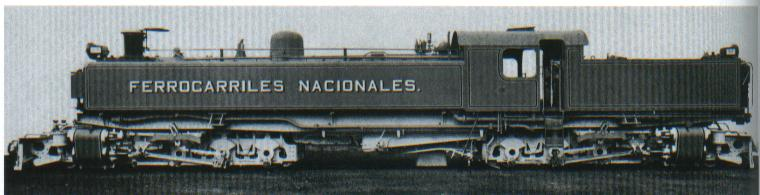
Колумбийский Китсон-Мейер

Чили оказались наиболее активными в использовании Мейеров: на дорогах страны работало 29 Китсон-Мейеров и 2 Мейера классических. На втором месте после Чили была Колумбия — на её дорогах служили 28 Китсон-Мейеров. В 1909 году в республике открылась для движения Жирардотская железная дорога (Girardot Railway), соединившая столичную Боготу с судоходной частью реки Магдалены. С 1912 года на линии начали работать Китсон-Мейеры. Поставлялись они партиями: 1912, 1918, 1921 и последняя — 1935 годы Земли, по которым проходит дорога, отличаются весьма сложным рельефом — путь спускается с Восточной андской Кордильеры, где расположена Богота, в речную долину. Значительные уклоны и кривые малого радиуса — обычное здесь дело, поэтому Китсон-Мейеры пришлись к месту и функционировали на линии до конца 60-х годов.
Ещё одной южноамериканской страной, использовавшей Китсон-Мейеры, была Бразилия, но паровозов этого типа здесь было немного — всего три. Причём только два из них были Китсон-Мейерами по происхождению — третий локомотив в Китсон-Мейер переделали из паровоза системы Шея балдвинской постройки. Работали паровозы с 1908 года на сети железных дорог «Леопольди́на» (Estrada de Ferro Leopoldina), на ветке «Linha do Norte», что соединяет Рио-де-Жанейро c городом Трес-Риус. На этом участке узкоколейная (1000 мм) дорога поднимается на Бразильское нагорье, и англичане, владевшие тогда «Лепольди́ной», решили применить здесь Китсон-Мейеры, как машины, хорошо зарекомендовавшие себя на горных линиях — на всё той же дороге Антофагаста-Оруро. Паровозы прослужили до 1941 года, когда были отставлены от поездной работы.
Чили заказывали Китсон-Мейеры и для военных дорог. В 1927 году германская фабрика «Оренштейн и Коппель» выпустила паровоз для узкоколейной (600 мм) железной дороги, соединявшей районы рек Майпо (провинция Майпо) и Волкан (возле вулкана Сан-Хосе). Паровоз понравился чилийским военным, и в 1939 году они заказали ещё три экземпляра, но из-за начавшейся войны машины оставили в Германии. С 1944 года локомотивы работали на дорогах возле Кракова и после войны остались в Польше, где прослужили до 1961 года. Дальнейшая их судьба неизвестна.
В Испании Китсон-Мейеры использовали на юге страны — на принадлежавшей британскому капиталу «Большой Южной Испанской железной дороге» (Great Southern of Spain Railway). Одним из менеджеров дороги был Роберт Стирлинг, перешедший сюда с «Чилийской Нитратной». Он и предложил правлению закупить локомотивы этого типа для вождения тяжёлых поездов, ибо профиль линии был горным — с уклонами в 18 %. Гружёным составам приходилось спускаться с отметки 872 м возле гранадского города Баса до уровня моря в портовом Агиласе, что в Мурсии. Локомотивы — числом 3 — дорога приобрела в 1908 году, и прослужили они до 1953 года, вытягивая грузовые поезда со скоростью 15 км/ч.

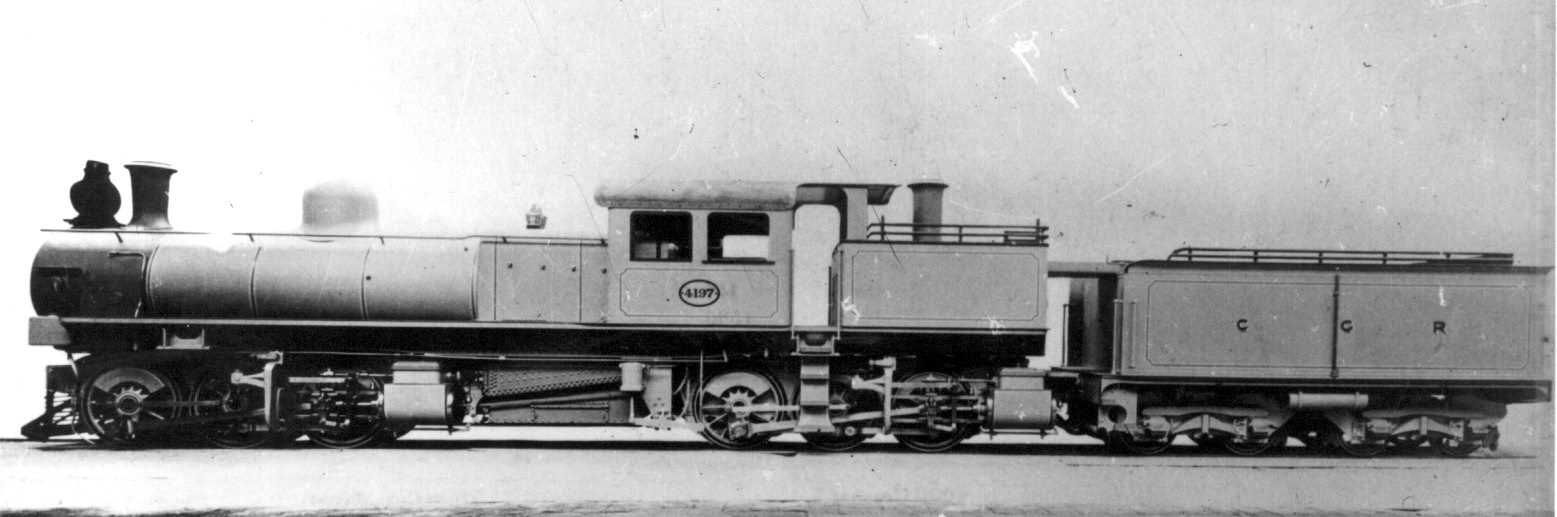
Южноафриканский Китсон-Мейер класса KM постройки 1904 года.

Небольшое число Китсон-Мейеров работало на дорогах Южной Африки, где для них был выделен отдельный класс — KM. Однако, большей популярностью здесь пользовались Модифицированные Ферли, по сути представлявшие собою те же Китсон-Мейеры, но получившие другое наименование из-за патентной войны между компаниями «Beyer-Peacock» и «North British Locomotive Works».
Начиная с 1928 года два Китсон-Мейера работали в Индии, на горной железной дороге Калка-Шимла. Паровозы не понравились из-за своей мощности — чтобы набрать необходимое для оправданности рейса количество груза, им приходилось иной раз простаивать на конечных станциях по целому дню. Коммерсанты, нуждавшиеся в оперативной доставке товаров, стали пользоваться услугами автотранспорта. Локомотивы перевели на «Kangra Valley Railway» в том же штате Химачал-Прадеш, а затем переделали на узкую, метровую, колею и оставили служить на северо-западе — на территории будущего Пакистана.
За полвека развития система Китсон-Мейер существенно не изменилась, несмотря на увеличение веса и мощности локомотивов. Единственное, что менялось постоянно — от одной партии паровозов к другой — это расположение паровых цилиндров. От классической мейеровской схемы инженеры Китсон и Ко. отказались при постройке уже первой машины — цилиндры установили в передней части каждой из тележек. Затем их перемещали, пытаясь добиться оптимального питания паром, но никогда не возвращались к изначальной, мейеровской, компоновке.

## Дю-Буске

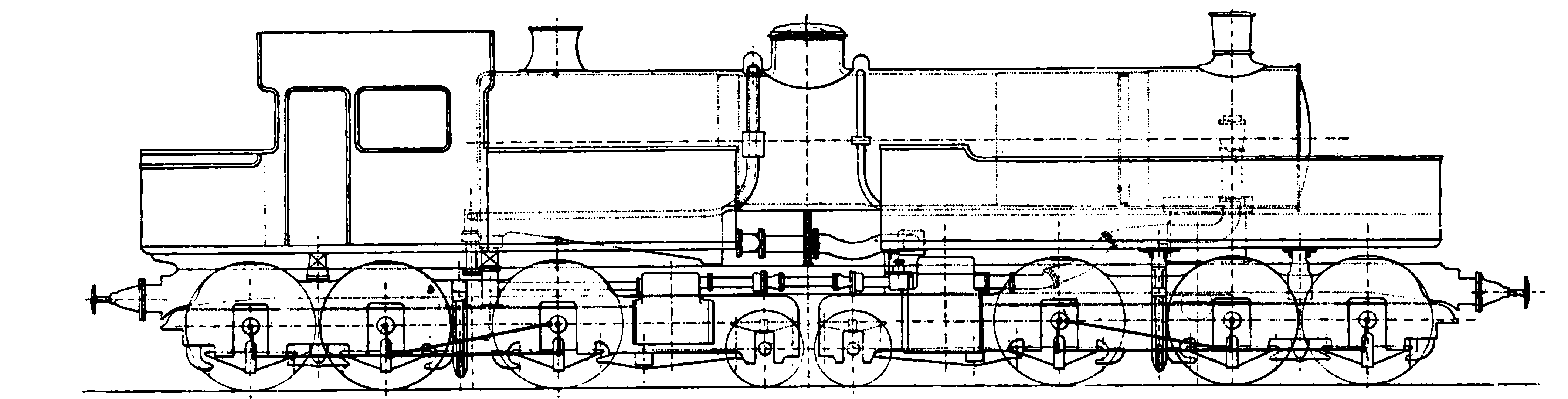
Танк-паровоз дю-Буске. Чертёж

Танк-паровозы дю-Буске (фр. du Bousquet), спроектированные в 1905 году французским инженером Гастоном дю Буске для работы на Северной железной дороге (Chemin de Fer du Nord), занимали промежуточное положение между классическими Мейерами и локомотивами системы Гарратта. Их экипажная часть состояла из двух тележек, поддерживавших длинную раму, на которой располагались котёл, будка машиниста и угольный ящик. Топка, как и у классических Мейеров, была установлена над одной из тележек, а не между тележками, как у Китсон-Мейеров. При этом водяные танки крепились не к раме, а ко второй тележке, что делало дю-Буске похожими на Гарраттов. Эта тележка имела больше степеней свободы, чем мейеровские тележки или первая тележка того же дю-Буске — она могла поворачиваться относительно двух осей: горизонтальной и вертикальной. Отличалась от классической мейеровской и осевая формула французского локомотива: помимо движущих колёсных пар он располагал двумя поддерживающими — по одной паре на каждую из тележек, как у Китсон-Мейеров.
Первая партия дю-Буске из 48 машин предназначалась для вождения тяжёлых угольных составов Северной железной дороги на участках Ирсон-Валансьен и Ирсон-Бусиньи. С 1910 года паровозы этой системы — числом 13 — начала использовать Восточная железная дорога (Compagnie des chemins de fer de l’Est). Несколько ранее, в 1909 году 38 дю-Буске повели поезда по Кольцевым железным дорогам Парижа (Grande Ceinture и Petite Ceinture), которые были построены и находились в совместном владении Северной и Восточной железных дорог, хотя управлялись отдельной компанией — «Синдикатом Колец» (Syndicate de Ceintures).

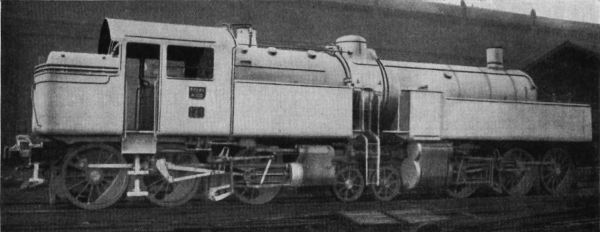
Дю-Буске линии Пекин-Ханькоу

В 1921 году часть паровозов дю-Буске, в дополнение к уже работающим, перевели с Северной и Восточной линий на Кольцевые дороги, где они прослужили 14 лет. В 1935 году Синдикат прекратил своё существование из-за резкого уменьшения объёмов перевозимых грузов, и паровозы забрала себе Северная железная дорога, где они продолжили водить поезда до 1952 года. Дю-Буске, принадлежавшие непосредственно Синдикату, поступили в 1936 году на государственные дороги, где использовались до 1949 года.
Помимо Франции, локомотивы дю-Буске работали в Испании — на железных дорогах Андалузии, и в Китае — на линии Пекин-Ханькоу (ныне, в составе агломерации Ухань). Испанские дю-Буске водили поезда между Кордовой и Бельмесом, где были значительные уклоны. Питание паровозов водой на этой линии было неудовлетворительным — объёма их танков не хватало и вслед за паровозом приходилось прицеплять дополнительный вагон с водой.